# Светозар Примов
Светозар Георгиев Примов е български историк медиевист и университетски преподавател, професор.

## Биография
Роден е през 1881 г. в София. През 1903 г. завършва Историко-филологическия факултет в Софийския университет. От 1905 до 1907 г. специализира в Германия. От 1912 г. е редовен доцент по средновековна обща история, от 1923 г. – извънреден професор, а от 1940 г. – редовен професор. В периода 1938 – 1939 г. е декан на Историко-филологическия факултет. От 1928 – 1945 г. е председател на Българското историческо дружество. Умира през 1962 г. в София.
Негов син е историкът Борислав Примов.
Личният му архив се намира във фонд 1821К в Централен държавен архив. Той се състои от 792 архивни единици от периода 1881 – 1957 г.